# Оклопњача Потемкин
Оклопњача Потемкин (рус. Броненосец Потёмкин), познат и под преводом Крстарица Потемкин, је совјетски, црно-бели, неми филм у режији Сергеја Ајзенштајна из 1925. године. Ајзенштајн га је режирао по наруџбини поводом обележавања двадесетогодишњице Руске револуције 1905. године, која је угушена од стране царског режима. У основи филма је један сиже – бунт морнара оклопњаче „Потемкин“ у Одеси. Иако је снимљен под покровитељством совјетског режима, одређене делове је иста власт цензурисала, укључујући и речи Лава Троцког. Сматра се једним од најутицајнијих филмова светске кинематографије и често се налази на листама најбољих филмова свих времена.